# Ија (сателит)
Ија или Ио (грч. Ιώ [], лат. Io), је трећи по величини Јупитеров месец. Открио ју је Галилео Галилеј 1610. године. Пречника је око 3630 km и масе 8,93 х 10 22 kg, односно мало већи од Месеца. Сама површина Ије је знатно другачија од свих осталих објеката у Сунчевом систему, прекривена је вулканима сумпора и сумпор диоксида. Удаљеност од Јупитера: 420.000 km.
Са преко 400 активних вулкана, Ио је геолошки најактивнији објекат у Сунчевом систему. Ова екстремна геолошка активност је резултат плимног загревања услед трења насталог у унутрашњости Иа док се повлачи између Јупитера и других Галилејских месеца — Европе, Ганимеда и Калиста. Неколико вулкана производи облаке сумпора и сумпор-диоксида који се пењу и до 500 km (300 mi) изнад површине. Иова површина је такође прошарана са више од 100 планина које су подигнуте екстензивном компресијом у подножју Иове силикатне коре. Неки од ових врхова су виши од Монт Евереста, највише тачке на Земљиној површини. За разлику од већине месеци у спољашњем Сунчевом систему, који се углавном састоје од воденог леда, Ио се првенствено састоји од силикатних стена које окружују растопљено гвожђе или језгро гвожђе сулфида. Већи део површине Иоа се састоји од пространих равница са леденим слојем сумпора и сумпор-диоксида.
Ио је одиграо значајну улогу у развоју астрономије у 17. и 18. веку. Откривен је у јануару 1610. од стране Галилео Галилеја, заједно са осталим Галилејевим сателитима, ово откриће је допринело усвајању Коперниканског модела Сунчевог система, развоју Кеплерових закона кретања и првом мерењу брзине светлости. Гледано са Земље, Ио је остао само тачка светлости све до касног 19. и почетка 20. века, када је постало могуће разрешити његове велике површинске карактеристике, као што су тамноцрвене поларне и светле екваторијалне области. Године 1979, две свемирске летелице Војаџер откриле су да је Ио геолошки активан свет, са бројним вулканским обележјима, великим планинама и младом површином без очигледних кратера од удара. Свемирска сонда Галилео извршила је неколико блиских прелета током 1990-их и раних 2000-их, прикупљајући податке о унутрашњој структури Ио и саставу површине. Ове летелице су такође откриле везу између Ио и Јупитерове магнетосфере и постојање појаса високоенергетског зрачења усредсређеног на Иову орбиту. Ио прима око 3600 рем (36 Sv) јонизујућег зрачења дневно.

## Физичке особине
Ија, као и Европа, за разлику од осталих планетних сателита, има физичка својства донекле слична терестричким планетима (Меркур, Венера, Земља, Марс), што значи да је грађена углавном од отопљених силиката.
Подаци с летелице Галилео упућују на постојање гвозденог језгра (са примесама гвозденог сулфида) пречника најмање 900 km окружене плаштом од делимично отопљеног стења и кором, што је чини најгушћим од галилејанских сателита.
За разлику од осталих галилејанских сателита, на Ији готово нема воде. Сматра се да је то последица великих температура на Јупитеру у раним етапама развоја Сунчевог система. Температура површине у просеку износи око 130 К, док најтоплије тачке на Ији могу досегнути и 2.000 K. Иако јој је пречник мањи од трећине Земљиног, Ио ствара двоструко више топлоте.
Ио има слабашну атмосферу састављену од сумпор-диоксида и других гасова. Ијина атмосфера се током проласка кроз сенку Јупитера кондензује на површини као лед, да би се затим, када изађе из сенке, поново претворила у гас. Ова велика промена дешава се у року од само два сата, колико се сателит налази у Јупитеровој сенци. Поседује и јоносферу која знатно варира с променама вулканске активности.

### Рељеф
Поред вулканских калдера високих и до 17 km, Ио има врло разноврсну површину. На фотографијама су препознати усеци дубине до неколико километара, језера отопљеног сумпора, невулканске планине, километарски токови слабо вискозног материјала те вулканска гротла. Спојеви сумпора одговорни су за Ијину разнобојну површину на којој превладавају црвена, наранчаста, жута, зелена и бела боја. Планине које досежу и до 10 km висине налазе се углавном у поларним подручјима иако се могу наћи и ближе екватору.
На Ији није уочен ниједан ударни кратер, првенствено због вулкана који их непрестано затрпавају.

### Вулканизам
Ија је геолошки најактивније тело у Сунчеву систему и њена површина је знатно другачија од било чега виђеног код осталих тела. Летелица Војаџер 1 на Ији није нашла, како се очекивало, мноштво кратера, већ површину прекривену вулканским калдерама. Неки су вулкани још увек активни, па стално мењају Ијину површину, због чега је готово немогуће пронаћи трагове кратера. Ио има најмлађу површину у Сунчеву систему, а време потребно да се цела површина потпуно промени процењује се на милион година. Промене површине могу се уочити и поређењем фотографија снимљених у размаку од само неколико година. Између пролазака Војаџера 1 и 2 (само 4 месеца разлике), неки су вулкани престали избацивати лаву, а други су постали активни.
Вулкани избацују дим и прашину у свемир. Чини се да је избачени материјал по свом саставу сумпор или сумпор-диоксид. Нека новија температурна мерења изведена земаљским инфрацрвеним телескопима дају наслутити да је лава на Ији заправо растопљено силикатно стење, а анализа инфрацрвених фотографија телескопа Хабл упућује на високи проценат натријума. На фотографијама које су послали Војаџер 1, Војаџер 2 и Галилео, могу се видети и до 300 km високи стубови дима.
У јулу 1994. летелица Галилео је детектовала токове прашине који потичу с Ије. Претпоставља се да су извор ове прашине Ијини вулкани. Избачене честице прашине се наелектришу, након чега дођу под утицај Јупитеровог магнетског поља које их избацује у свемир брзинама од 50 до 100 km/s, довољно за одлазак из Сунчевог система.
За вулканизам на Ији одговорне су гравитационе силе Јупитера и суседних сателита Европе и (нешто мање) Ганимеда. Јупитерово јако гравитационо поље растеже Ију стварајући плиму и осеку. Иако се плимна избочина (због синхроне ротације) увек налази на истом месту, Европа и Ганимед својим проласком покрај Ије значајно мењају њену путању која је због тога неправилно елиптична. Због ових великих варијација у удаљености Ије од Јупитера, знатно варира и интензитет плимних сила, због чега се плимна избочина смањује и повећава. Висина Ијине површине може местимично варирати и до 100 m. Трење узроковано сталним стезањем и растезањем Ије непрестано топи његову унутрашњост и одржава вулкане активнима.

### Магнетско поље
Ијина орбита се налази унутар магнетског поља Јупитера, што узрокује индуковање електричних струја унутар Ије. Индукована снага је мала у поређењу с оном која се ослобађа услед плимних сила, али ипак може досећи 1 трилион (1012) W.
Магнетско поље Јупитера подиже материјал с Ије (углавном сумпор и кисеоник), који ствара торус око Јупитера. Честице које беже из Ијиног торуса су делом одговорне за необично велику Јупитерову магнетосферу, те појаву поларне светлости на Јупитеру. Ијино гибање унутар Јупитерова магнетског поља, узрокује и јаке електричне струје између Јупитера и Ије, што понекад узрокује јаке радио-блескове који се могу детектовати и на Земљи.
Новији подаци с летелице Галилео говоре у прилог постојању Ијиног властитог магнетског поља, као што га има још један галилејански сателит — Ганимед.

### Опште информације
- Io profile at NASA's Solar System Exploration site
- Io Profile Архивирано на веб-сајту  (28. март 2014) at NASA's Solar System Exploration site
- Bill Arnett's Io webpage from The Nine Planets website
- Io overview from the University of Michigan's Windows to the Universe
- Calvin Hamilton's Io page from the Views of the Solar System website
- Io overview from the University of Michigan's Windows to the Universe

### Фотографије
- Catalog of NASA images of Io
- Galileo Image Releases
- New Horizons LORRI Raw Images, includes numerous Io images
- New Horizons Image Releases
- Io through Different New Horizons Imagers
- Paul Schenk's 3D images and flyover videos of Io and other outer solar system satellites
- High resolution video simulation of rotating Io by Seán Doran

### Мапе
- Io global basemaps[мртва веза] from the USGS's planetary geology website based on Galileo and Voyager images
- Io nomenclature and Io map with feature names from the USGS planetary nomenclature page
- Interactive map of Io by Google Maps

### Додатне референце
- Io dynamo from educational website The Exploration of the Earth's Magnetosphere
- NASA's Stunning Discoveries on Jupiter's Largest Moons | Our Solar System's Moons
- „The Conundrum Posed by Io's Minimum Surface Temperatures” (PDF). Архивирано из оригинала (PDF) 15. 07. 2021. г. Приступљено 13. 11. 2022.
- Io Mountain Database
- Cassini Observations of Io's Visible Aurorae at the USGS Astrogeology Science Center
- The Gish Bar Times, Jason Perry's Io-related blog